# Blas de Ledesma

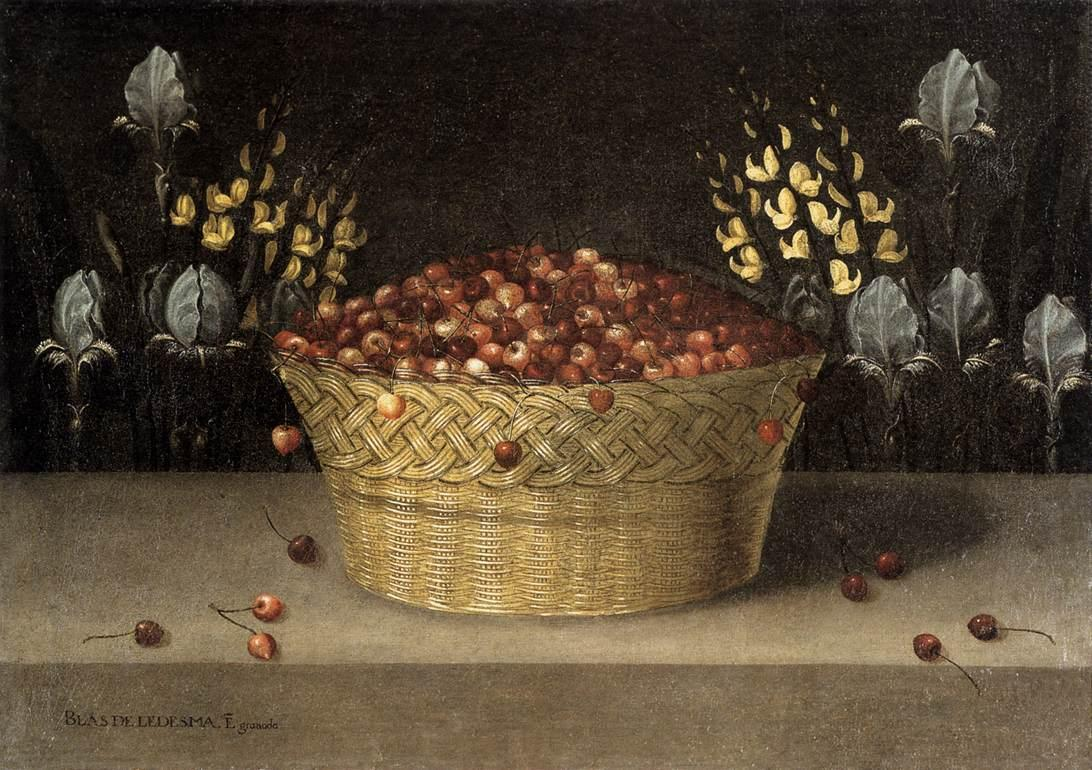
Blas de Ledesma: Ein Korb mit Kirschen, Schwertlilien und gelbe Lupinen, Öl auf Leinwand, 79 × 59 cm, High Museum of Art, Atlanta (Georgia, USA). Es handelt sich um das einzige bekannte signierte Stillleben des Künstlers.

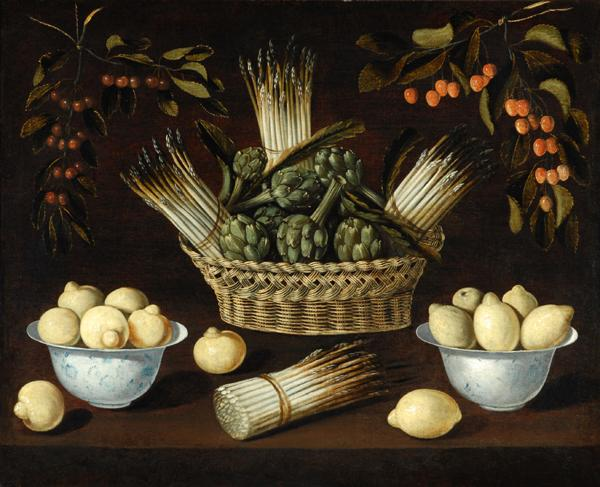
Zugeordnet Blas de Ledesma, Stillleben mit Spargeln, Artischocken, Zitronen und Kirschen, Bowes Museum, Barnard Castle.

Blas de Ledesma (tätig zwischen 1587 und 9. Oktober 1618 in Málaga und Granada) war ein spanischer Maler, Dekorateur und Freskant des Siglo de Oro, der in Andalusien wirkte.

## Leben und Wirken
Über Ledesmas Jugend und Ausbildung ist nichts Genaues bekannt. Möglicherweise war er verwandt mit dem Maler Francisco de Ledesma, der in der ersten Hälfte des 16. Jahrhunderts in Málaga wirkte, jedenfalls machte Blas de Ledesma seine Malerprüfung 1587 in Málaga, unter Francisco de Holguín und Juan Cornejo Centeno, zwei bekannten Künstlern dieser Stadt.
Laut Pacheco studierte Ledesma die Werke der beiden Renaissance-Künstler Julio de Aquiles († 1556) und Alejandro Mayner († 1545), die zunächst auf Wunsch des Sekretärs von Karl V., Francisco de los Cobos, nach Spanien gekommen waren und später für den Kaiser selber in dessen Palast in der Alhambra Dekorationen mit Grotesken und Darstellungen von Früchten schufen.
Zwischen 1597 und 1618 ist Ledesma mit verschiedensten Arbeiten in Granada nachgewiesen, wo er zunächst (1597) zusammen mit Pedro de Raxis und Diego Domedel für die Dekoration der Kuppel des Treppenhauses im Dominikanerkloster Santa Cruz la Real verantwortlich war.
Am 1. Mai 1602 erteilte Ledesma seinem ehemaligen Prüfer Juan Cornejo eine Vollmacht, damit dieser in seinem Namen zwei Häuser in der Pfarrei San Andrés in Granada kaufen sollte.
1603 bemalte Ledesma eine von dem Bildhauer Bernabé de Gaviria für die Kirche San Ildefonso in Granada geschnitzte Skulptur des heiligen Ildefonso, was ihm zweihundertvierundsechzig Reales einbrachte, den gleichen Betrag, den Gaviria für die Schnitzerei bekam.
Im Jahr 1606 malte er eine Wanddekoration in der Kirche Santa María la Mayor in Andújar (Jaén); das Werk ist erhalten und signiert.
In Granada entwarf er um 1614 ein falsches Gipsgewölbe für die Decke der Sala de los Mocárabes in der Alhambra, und zwei Jahre später, 1616, erhielt er den Auftrag, gemeinsam mit Ambrosio de Vico und Miguel Cano das beschädigte Tabernakel des Diego de Siloé in der Kathedrale zu reparieren. Erhalten ist außerdem eine Madonna mit Kind von Ledesma in der Colección Riva in Málaga.
Sein Sterbedatum ist nicht bekannt, aber er muss vor dem 9. Oktober 1618 verstorben sein, da seine Frau Leonor de Cárdenas an diesem Tag in einem Dokument als Witwe bezeichnet wird.
Blas de Ledesma wird, neben Juan Sanchez Cotán, der ab 1603 als Mönch in Granada lebte, eine bedeutende Rolle bei der Entstehung der Gattung des Stilllebens in Spanien zugeschrieben, nicht zuletzt aufgrund einiger Verse, die ihm der granadinische Dichter Pedro Soto de Rojas in seinem Paraíso cerrado (1652) widmete. Darin sang der Poet ein Loblied auf Ledesmas Darstellungen von Früchten, die so echt gewesen seien, dass sie die Vögel täuschen könnten, wie einst die Bilder des legendären antiken Malers Zeuxis.
Es ist allerdings nur ein einziges signiertes Stillleben Ledesmas bekannt: Ein Korb mit Kirschen und Schwertlilien, heute im High Museum of Art in Atlanta (Georgia, USA, Inv. 57.11). Das Gemälde ist grundsätzlich streng symmetrisch aufgebaut und insofern ungewöhnlich, als hinter der steinernen Platte mit der Obstschale rechts und links Schwertlilien und gelbe Lupinen hervorlugen, die anscheinend in einem dahinterliegenden Garten oder in unsichtbaren Blumentöpfen auf dem Fußboden stehen. Die Symmetrie wird nur leicht gebrochen, u. a. durch den schrägen Lichteinfall und Schatten sowie durch einige verstreut herumliegende Kirschen (siehe Abb. oben).
Auf dieser Basis schrieb der Kunsthistoriker Ramón Torres in der zweiten Hälfte des 20. Jahrhunderts dem Maler 114 Stillleben zu, die zuvor als Werke von Blas de Prado, Juan van der Hamen, Sánchez Cotán und anderen Malern galten. Nach aktuelleren Erkenntnissen sind unter diesen Ledesma zugeschriebenen Gemälden jedoch viele Fehlzuschreibungen.